# Ching Ching
Ching Ching är en singel av Ms. Jade, Nelly Furtado och Timbaland. Låtens refräng är lånad från Nelly Furtados Baby Girl som finns på albumet Whoa, Nelly!.